# نماد سکس

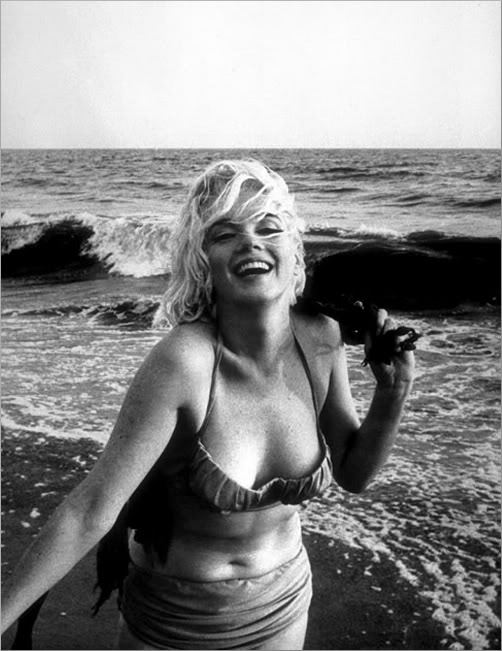
به گفته بی‌بی‌سی، «مریلین مونرو شاید ماندگارترین نماد سکس در هالیوود است».

نماد سکس یا سمبل سکس فردی است مشهور از هر دو جنس، به‌طور معمول یک بازیگر، خواننده، سوپرمدل یا ستاره‌های ورزشی که به‌طور گسترده‌ای از لحاظ جنسی جذاب در نظر گرفته شده‌اند. این اصطلاح برای اولین بار در اواسط دهه ۱۹۵۰ در رابطه با محبوبیت سوپراستارها، از جمله مریلین مونرو، بریژیت باردو و راکل ولش به کار برده شد. پیپل و اسکوایر از جمله رسانه‌هایی هستند که هر ساله به یک سلبریتی عنوان «سکسی‌ترین مرد جهان» و «سکسی‌ترین زن جهان» را می دهند.

## نماد سکس در داستان‌ها
در رابطه با ادبیات داستانی و هنرهای مرتبط راتن تومیتوز معتقد است شخصیت کارتونی بتی بوپ در دهه ۱۹۳۰ «نخستین و مشهورترین نماد سکس پویانمایی محسوب می‌شود». جسیکا ربیت که صداپیشگی آن را کاتلین ترنر بر عهده داشت، از فیلم پویانمایی اکشن سال ۱۹۸۸ به نام چه کسی برای راجر رابیت پاپوش دوخت؟ نیز به عنوان یک نماد سکس در نظر گرفته می‌شود. در بازی‌های ویدئویی رایانه‌ای نیز شخصیت‌هایی بوده‌اند که به عنوان نماد سکس در نظر گرفته می‌شدند. به‌طور مثال لارا کرافت که در رسانه‌ها نیز حضور فراوانی داشته‌است. از دیگر نمادهای سکسی می‌توان به رایان خونی، نخستین شخصیت بازی ویدئویی که تصویرش در پلی‌بوی نشان داده شد  و نینا ویلیامز، منتخب جذاب‌ترین شخصیت زن رکورد جهانی گینس، نسخه بازیگران بازی‌های ویدئویی سال ۲۰۰۸ اشاره کرد.

## مطالعه بیش‌تر
- Donna Leigh-Kile, Sex Symbols, Random House Inc, Aug 28, 1999, ISBN 1-883319-51-X